# 吴有生
吴有生（1942年4月2日—），汉族，中华人民共和国政治人物、第十一届全国政协委员。

## 生平
加入中国共产党，担任中国船舶重工集团公司第七〇二研究所名誉所长、中国工程院院士。2008年，当选第十一届全国政协委员，代表中华全国总工会，分入第十八组。